# Edgecliff Village (Teksas)
Edgecliff Village je gradić u američkoj saveznoj državi Teksas. Prema popisu stanovništva iz 2010. u njemu je živjelo 2.776 stanovnika.